# قائمة زملاء الجمعية الملكية المنتخبين في 1731
هذه الصفحة تعرض قائمة زملاء الجمعية الملكية المُنتخبين لعام 1731.

## الزملاء
- Charles Calvert, 5th Baron Baltimore [الإنجليزية]‏
- Philip Kinsky of Wchinitz and Tettau [الإنجليزية]‏
- بيندكت ليونارد كالفرت
- فرانسيس الأول
- Robert Petre, 8th Baron Petre [الإنجليزية]‏
- Mårten Triewald [الإنجليزية]‏
- Joseph Ayloffe [الإنجليزية]‏